# Iris Van Riet

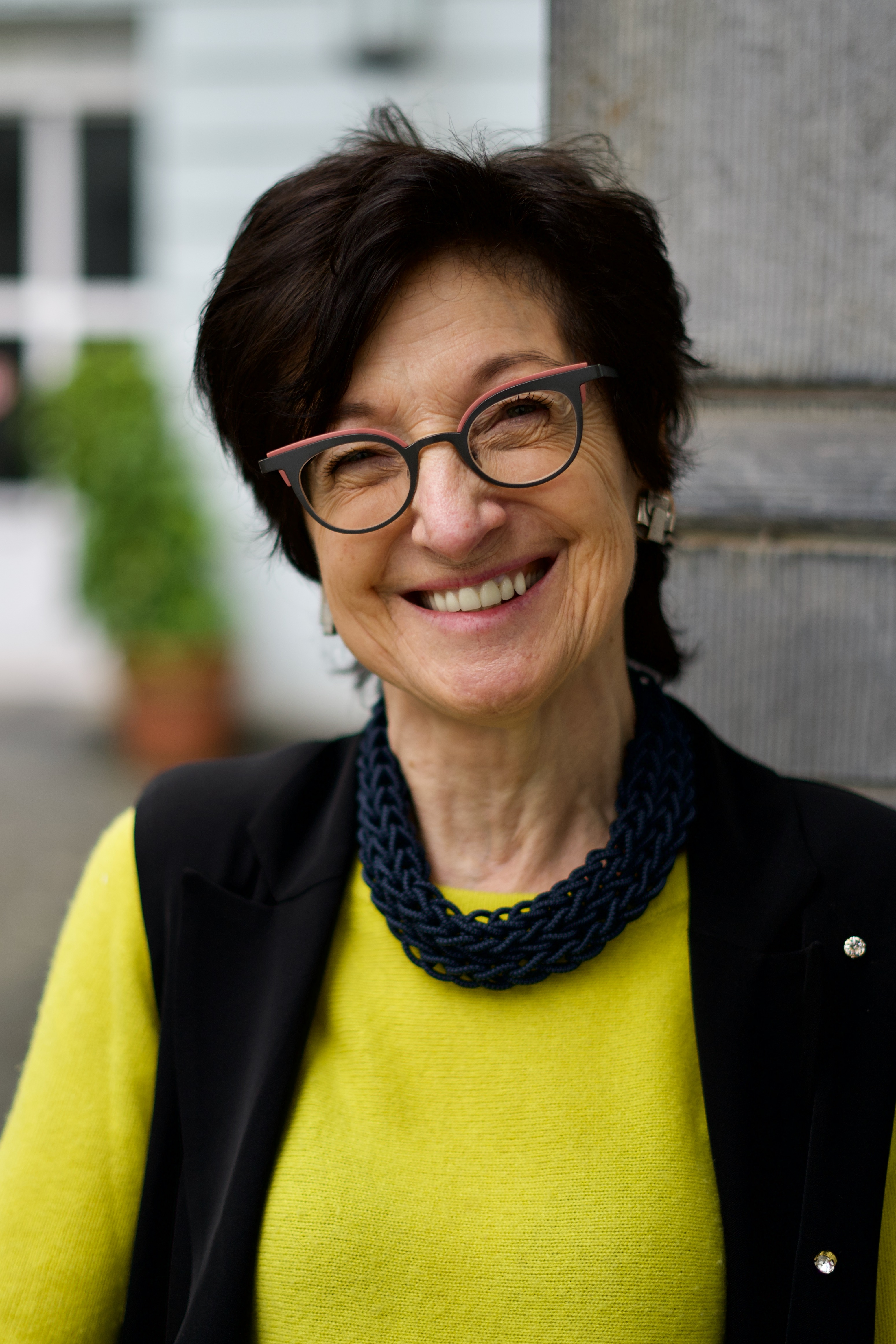
Iris Van Riet

Iris Van Riet (Sint-Niklaas, 24 april 1952) is een voormalig Belgisch politica voor de VLD en senator.

## Levensloop
Van Riet studeerde in 1975 af als licentiate in de politieke en de sociale wetenschappen aan de Rijksuniversiteit Gent. Van 1975 tot 1986 was ze directeur van de Socio-Culturele Vereniging van de Vlaamse Liberale Vrouwen en van 1986 tot 1988 directeur van het Vlaams Centrum voor Volksontwikkeling. Van 1988 tot 1991 was ze vervolgens kabinetsmedewerker van Vlaams minister Patrick Dewael en daarna was ze van 1991 tot 1999 opnieuw directeur van het Vlaams Centrum voor Volksontwikkeling.
Ze werd politiek actief bij VLD en was van 1995 tot 2004 nationaal voorzitter van de VLD-Vrouwen. Van juli 1999 tot mei 2003 zetelde zij tevens in de Senaat als opvolger van eerste minister Guy Verhofstadt. In de Senaat was Van Riet van 1999 tot 2003 voorzitter van het adviescomité voor gelijke kansen voor vrouwen en mannen en zetelde ze in de commissies Institutionele Aangelegenheden (1999-2003), Justitie (1999-2000), Binnenlandse Zaken (1999-2003) en Sociale Aangelegenheden (2001-2003). Bij de federale verkiezingen van mei 2003 raakte Van Riet vanop de zesde plaats van de Senaatslijst van VLD niet herkozen. 
Na haar politieke loopbaan was Van Riet van 2004 tot 2008 directeur van de cel Strategische adviesraden bij het departement Cultuur, Jeugd, Sport en Media. In die hoedanigheid stond ze in voor het secretariaat van de Raad voor Cultuur. Nadien werd ze in 2008 algemeen secretaris van de Strategische Adviesraad Cultuur, Jeugd, Sport en Media, wat ze bleef tot aan haar pensionering in 2016.
Van Riet zetelt op dit moment nog in de Raad van Bestuur van de Liberale Vrouwen.